# لاين كامبل
لاين كامبل (بالإنجليزية: Iain Campbell)‏ (28 يونيو 1985 بكيركالدي في المملكة المتحدة - ) هو لاعب كرة قدم بريطاني في مركز الدفاع. لعب مع دونفرملين أثلتيك ونادي روس كاونتي ونادي كيلمارنوك ونادي كلايد ونادي ألوا أثليتيك وفورفار أثلتيك ‏ ونادي كاودينبيث لكرة القدم.

## وصلات خارجية
- لاين كامبل على موقع قاعدة بيانات كرة القدم.إي يو (الإنجليزية)
- لاين كامبل على موقع Soccerbase.com (لاعب) (الإنجليزية)